# Beniamin (wojewoda poznański)
Beniamin Zaremba herbu Zaremba (zm. po 1296) – wojewoda poznański, syn Wawrzyńca z wielkopolskiego rodu Zarembów.

## Życiorys
Kasztelan międzyrzecki, w latach 1274–1287 i ponownie od 1294 wojewoda poznański. Urzędy te sprawował z krótkimi przerwami za panowania Przemysła II i Władysława I Łokietka, do 1296.